# Larisa Oleynik
Larisa Oleynik est une actrice américaine née le 7 juin 1981 dans le comté de Santa Clara en Californie. Elle est principalement connue pour ses rôles d'Alex Mack dans la série Les Incroyables Pouvoirs d'Alex et de Bianca Stratford dans le film Dix Bonnes Raisons de te larguer.

## Biographie

### Enfance
Larisa Oleynik est née dans le comté de Santa Clara, en Californie. Sa mère Lorraine (née Allen) est une ancienne infirmière, et son défunt père Roman Oleynik (1936-2003) était anesthésiste. Son père était d'origine ukrainienne, russe et slovaque, et elle a été élevée dans la religion chrétienne orthodoxe. Elle grandit dans la région de la baie de San Francisco. Elle fait sa scolarité à la Pinewood School à Los Altos, en Californie. Alors que sa carrière d'actrice s'épanouit, elle se partage entre une enfance normale dans le nord de la Californie et des auditions à Los Angeles.
Après le succès dans son rôle d'Alex Mack, Larisa Oleynik décide d'aller à l'université. Plus tard, étudiante au Sarah Lawrence College, elle décrira cela comme « la meilleure décision qu'elle ait prise ».

### Carrière
Larisa Oleynik commence sa carrière d'actrice en 1989 à San Francisco dans les Misérables après avoir vu dans un journal une annonce pour l'audition, alors qu'elle n'a que huit ans. Elle décroche deux rôles dans cette production : celui de la jeune Cosette et celui de la jeune Éponine. Tous deux sont des rôles chantés. 
Après avoir joué dans cette comédie musicale, elle prend contact avec un agent et commence à prendre des cours d'art dramatique. 
Sa carrière à l'écran débute à l'âge de 12 ans, en 1993, dans un épisode de la série télévisée Docteur Quinn, femme médecin.

### Vie privée
De 1999 à 2002, Larisa Oleynik joue aux côtés de Joseph Gordon-Levitt dans le film Dix Bonnes Raisons de te larguer, ainsi que dans la série Troisième planète après le Soleil.
En janvier 2013, selon TMZ, Larisa Oleynik obtient une injonction contre l'un de ses fans, tellement obsédé par elle qu'il aurait changé son nom de famille pour prendre le sien. Il lui aurait également laissé des cadeaux dans l'appartement de sa mère.
Elle réside à Venice, en Californie.

## Filmographie

### Cinéma
- 1995 : Le Club des Baby-sitters : Dawn Schafer
- 1999 : Dix Bonnes Raisons de te larguer (Ten Things I Hate About You) : Bianca Stratford
- 2000 : A Time for Dancing : Juliana 'Jules' Michaels
- 2000 : 100 Girls : Wendy
- 2001 : American Rhapsody (An American Rhapsody) : Maria Sandor
- 2003 : Bringing Rain : Ori Swords
- 2006 : Pope Dreams : Maggie Venable
- 2012 : Atlas Shrugged: Part II de John Putch : Cherryl Brooks
- 2014 : Jessabelle : Samantha

### Télévision
- 1993 : Docteur Quinn, femme médecin (1993-1998) de Beth Sullivan : Susie
- 1993 : L'Instinct de survie (River of Rage: The Taking of Maggie Keene) (Téléfilm) : Gail Keene
- 1993 : The Adventures of Pete & Pete (1993-1996) de Will McRobb et Chris Viscardi : infirmière
- 1994 - 1998 : Les Incroyables Pouvoirs d'Alex (The Secret World of Alex Mack) de Ken Lipman et Tommy Lynch : Alex Mack
- 1993 - 2000 : Incorrigible Cory de Michael Jacobs et April Kelly : Dana Pruitt
- 1996 - 2001 : Troisième planète après le Soleil de Terry Hughes, Robert Berlinger et James Burrows : Alissa Strudwick
- 2005 : Malcolm (Malcolm in the middle) : Abby Tucker
- 2006 : Pepper Dennis de Gretchen J. Berg et Aaron Harberts : Brianna
- 2008 : Aliens in America de David Guarascio et Moses Port : Zoe
- 2009 : FBI - Portés disparus de Hank Steinberg : Liza Miller
- 2009 : Psych : Enquêteur malgré lui de Steve Franks (en) : Willow Gimbley
- 2010 : Backyard Wedding de Bradford May (Téléfilm) : Renee
- 2010 - 2015 : Mad Men de Matthew Weiner : Cynthia Cosgrove
- 2010 : Hawaii 5-O : Jenna Kaye
- 2011 - 2015 : Winx Club : Faragonda , Icy
- 2012 : Mike & Molly de James Burrows : Allison
- 2012 : Facing Kate de Michael Sardo : Officer Glacki
- 2012 - 2013 : Winx Club: Beyond Believix (Série d'animation) : Icy / Ice / Queen Marion
- 2013 : L'Amour au jour le jour de Jeff Bleckner : Lauren
- 2014 : Ghost Ghirls de Amanda Lund, Maria Blasucci et Jeremy Konner : Megan
- 2014 : Pretty Little Liars de Marlene King : Maggie Cutler
- 2014 : Un œil sur mon bébé (Stolen from the Womb) (Téléfilm) : Diane King
- 2014 : La Cerise sur le gâteau de mariage (The Michaels) (Téléfilm) :  Katherine Bixby
- 2015 : Un petit cadeau du Père Noël : Amelia
- 2016 : New York, unité spéciale (saison 17, épisode 21) : Lizzie Bauer
- 2017 - 2020 :  Trinkets :Shawn
- 2023 : Erin et Aaron : Sylvia Williams-Park

## Distinctions
- 1995 : Young Artist Awards de la meilleure performance pour une jeune actrice  dans une série télévisée pour Les Incroyables Pouvoirs d'Alex (1994-1998).
- 1995 : Young Artist Awards de la meilleure performance pour une jeune actrice  voix d'animation dans une série télévisée pour Le Cygne et la Princesse (1994).
- 1997 : Young Artist Awards de la meilleure performance pour une jeune actrice  dans une série télévisée pour Les Incroyables Pouvoirs d'Alex (1994-1998).
- 1998 : Young Artist Awards de la meilleure performance pour une jeune actrice dans une série télévisée pour Les Incroyables Pouvoirs d'Alex (1994-1998).
- 1998 : YoungStar Awards de la meilleure performance pour une jeune actrice dans une série télévisée pour Les Incroyables Pouvoirs d'Alex (1994-1998).
- 1999 : Young Artist Awards de la meilleure jeune actrice dans une série télévisée pour Les Incroyables Pouvoirs d'Alex (1994-1998).
- 1999 : YoungStar Awards de la meilleure jeune actrice dans un second rôle dans une série télévisée pour 3e planète après le soleil (1996-2001).
- 1999 : YoungStar Awards de la meilleure performance pour une jeune actrice dans un second rôle dans une série télévisée pour 3e planète après le soleil (1996-2001).
- 1999 : Young Artist Awards de la meilleure performance pour une jeune actrice dans une comédie romantique pour Dix Bonnes Raisons de te larguer (1999).
- 2000 : Young Artist Awards de la meilleure distribution dans une comédie romantique pour Dix Bonnes Raisons de te larguer (1999) partagée avec Julia Stiles, Heath Ledger, Joseph Gordon-Levitt et David Krumholtz.